# دریا آلابورا
دریا آلابورا (ترکی استانبولی: Derya Alabora؛ زادهٔ ۱۹ اوت ۱۹۵۹) هنرپیشه اهل ترکیه است.
از فیلم‌ها یا برنامه‌های تلویزیونی که وی در آن نقش داشته‌است می‌توان به تحت‌تعقیب‌ترین مرد، جعبه پاندورا، و سیاه و سفید اشاره کرد.